# Linux Virtual Server
Linux Virtual Server (LVS) ist eine Software zur Lastverteilung. Sie erweitert den Linux-Kernel um Methoden zur transparenten Zuweisung von Anfragen aus dem Netzwerk an mehrere Server. Dies erlaubt die Realisierung von hochverfügbaren Serverfarmen mit freier Software.

## Beschreibung

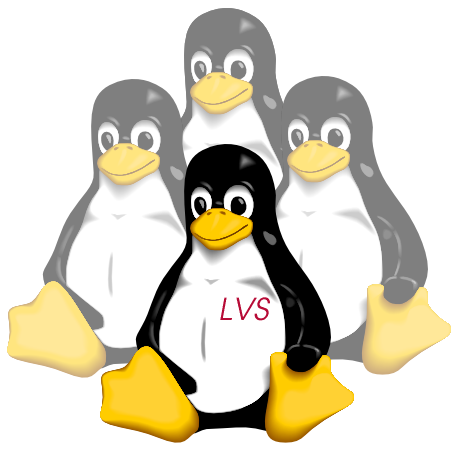
Logo des Linux Virtual Server Projekts

Serverfarmen bestehen aus mehreren Rechnern, die Anfragen über ein Rechnernetz erhalten und bearbeiten, und einem oder mehrerer Lastverteiler (englisch load balancer), die die Anfragen auf die zur Verfügung stehenden Rechner aufteilen (engl. scheduling). Da Rechner dynamisch zu diesem Verbund hinzugefügt und entfernt werden können, lassen sich so Skalierbarkeit und Verfügbarkeit erhöhen. LVS übernimmt in einer solchen Installation die Rolle des Lastverteilers.
LVS stellt vier Strategien zur Verfügung, um Anfragen aufzuteilen:
- Round-Robin-Verteilung
- gewichtete Round-Robin-Verteilung
- Verteilung nach bestehenden Verbindungen (englisch least-connection scheduling)
- gewichtete Verteilung nach bestehenden Verbindungen

Für die Rückantwort der Server an den anfragenden Rechner gibt es ebenfalls verschiedene Möglichkeiten. LVS implementiert die folgenden Techniken:
- LVS/NAT (entspricht NAT based SLB)
- LVS/TUN
- LVS/DR (entspricht Flat based SLB)

Für eine hochverfügbare Installation werden noch weitere Komponenten benötigt, für die es ebenfalls Freie-Software-Projekte gibt.
- Zweiter Rechner mit LVS, der bei Versagen des ersten Rechners einspringt (engl. cold standby). Infrage kommt beispielsweise die Software Heartbeat des High Availability Linux-Projekts (engl. für „hochverfügbares Linux“, siehe Weblinks).
- Netzwerk-Monitoring-Software, die das Versagen eines Servers erkennt und ihn automatisch aus dem Verbund entfernen (und ggf. wieder einbinden) kann.

## Beispiele
Administratives Werkzeug zur Konfiguration von LVS ist ipvsadm. Dieses kann nur mit dem Root-Konto benutzt werden.
- Einrichtung eines LVS (HTTP) mit 2 realen Servern

```
ipvsadm -A -t 192.168.0.1:80 -s rr
ipvsadm -a -t 192.168.0.1:80 -r 172.16.0.1:80 -m
ipvsadm -a -t 192.168.0.1:80 -r 172.16.0.2:80 -m
```

Erste Zeile fügt auf der IP-Adresse 192.168.0.1 den TCP-Port 80 zum LVS hinzu. Anzuwendende Strategie der Lastverteilung ist hierbei Round-Robin (-s rr).
Die folgenden zwei Zeilen fügen jeweils einen realen Server dieser virtuellen Adresse (192.168.0.1:80) hinzu. Hierbei sollen die weitergeleiteten Pakete maskiert werden (-m).
- Statusabfrage des oben eingerichteten LVS

```
 ipvsadm -L -n
 IP Virtual Server version 1.0.8 (size=65536)
 Prot LocalAddress:Port Scheduler Flags
   -> RemoteAddress:Port           Forward Weight ActiveConn InActConn
 TCP  192.168.0.1:80 rr
   -> 172.16.0.2:80                Masq    1      3          1
   -> 172.16.0.1:80                Masq    1      4          0

```